# 1997 QN3
1997 QN3 är en asteroid i huvudbältet som upptäcktes den 30 augusti 1997 av OCA–DLR Asteroid Survey (ODAS).
Asteroiden har en diameter på ungefär 9 kilometer.